# Almacelles
Almacelles – gmina w Hiszpanii, w prowincji Lleida, w Katalonii, o powierzchni 48,86 km². W 2011 roku gmina liczyła 6728 mieszkańców.